# Szereg 1 + 1 + 1 + 1 + …

Asymptotyczna charakterystyka szeregu rozbieżnego 1 + 1 + 1 + 1 + ⋯.

Szereg 1 + 1 + 1 + 1 + … – szereg rozbieżny, czyli niemający skończonej sumy według podstawowej definicji. Jego sumy cząstkowe rosną do nieskończoności. Można go zapisywać również jako {\displaystyle \sum _{n=1}^{\infty }n^{0}.}
Jeśli taki szereg pojawia się podczas analizy zjawisk fizycznych, może on być czasami interpretowany przez zastosowanie regularyzacji funkcją dzeta, tj. w tym przypadku określenie wartości funkcji dzeta Riemanna w punkcie {\displaystyle s=0}
{\displaystyle \zeta (s)=\sum _{n=1}^{\infty }{\frac {1}{n^{s}}}={\frac {1}{1-2^{1-s}}}\sum _{n=1}^{\infty }{\frac {(-1)^{n+1}}{n^{s}}}.}
Oba wyrażenia podane wyżej nie są „wyliczalne” dla wartości zero, dlatego też stosuje się przedłużenie analityczne funkcji dzeta Riemanna
{\displaystyle \zeta (s)=2^{s}\pi ^{s-1}\ \sin \left({\frac {\pi s}{2}}\right)\ \Gamma (1-s)\ \zeta (1-s).}
Dzięki niemu (wiedząc, że {\displaystyle \Gamma (1)=1}) otrzymujemy:
{\displaystyle \zeta (0)={\frac {1}{\pi }}\lim _{s\to 0}\ \sin \left({\frac {\pi s}{2}}\right)\ \zeta (1-s)={\frac {1}{\pi }}\lim _{s\to 0}\ \left({\frac {\pi s}{2}}-{\frac {\pi ^{3}s^{3}}{48}}+\dots \right)\ \left(-{\frac {1}{s}}+\dots \right)=-{\frac {1}{2}},}
gdzie rozwinięcie w szereg potęgowy {\displaystyle \zeta (s)} w otoczeniu {\displaystyle s=1} zachodzi, ponieważ {\displaystyle \zeta (s)} ma w nim pojedynczy biegun z residuum równym 1. W tym sensie {\displaystyle 1+1+1+1+\dots =\zeta (0)=-{\tfrac {1}{2}}}.